# Isopeda parnabyi
Isopeda parnabyi är en spindelart som beskrevs av Hirst 1992. Isopeda parnabyi ingår i släktet Isopeda och familjen jättekrabbspindlar. Inga underarter finns listade i Catalogue of Life.